# Gripopteryx brasiliensis
Gripopteryx brasiliensis is een steenvlieg uit de familie Gripopterygidae. De wetenschappelijke naam van de soort is voor het eerst geldig gepubliceerd in 1921 door Šámal.